# Little Hiawatha (1937)
Little Hiawatha é um curta-metragem de 1937 produzido por Walt Disney e dirigido por David Hand. É a última Silly Symphonies a ser lançada pela United Artists.
O filme está presente no blu-ray de Pocahontas.

## Enredo
Durante a narração de abertura, Hiawatha é visto remando em sua canoa indo para a caça. Ao chegar a terra, ele sai e imediatamente cai em um buraco escondido na água, provocando o riso dos animais na floresta. Hiawatha começa à perseguição eles, com as calças ocasionalmente caindo. Ele persegue o gafanhoto, mas é frustrado quando este cospe na cara dele, ganhando mais risadas dos animais. Ele persegue-los novamente e consegue encurralar um pequeno coelho, mas acha que ele não consegue matá-lo depois que o coelho lhe dar olhares tristes, mesmo depois de estar armado com um arco e flecha. Frustrado, ele enxota-lo de volta à sua família e quebra o arco e flecha, para deleite dos animais.
Mais tarde, Hiawatha segue um conjunto de pegadas de ursos, o que o leva a um encontro cara-a-cara com um filhote de urso. Ele persegue-o, mas este corre para a mãe ursa, que está enfurecida e persegue Hiawatha através da floresta. Os outros animais se unem para manter Hiawatha salva das garras do urso, incluindo a remessar gambás no ar, e os castores cortarem árvores no caminho do urso. Retornando com segurança para sua canoa, Hiawatha rema em direção ao por do sol e os animais acenar-lhe adeus.